# Festuca obturbans
Festuca obturbans är en gräsart som beskrevs av St.-yves. Festuca obturbans ingår i släktet svinglar, och familjen gräs. Inga underarter finns listade i Catalogue of Life.